# Arrest!
Arrest! (Nobody Runs Forever) è un film britannico-statunitense del 1968 diretto da Ralph Thomas.
Il film è basato sul libro The High Commissioner del 1966 scritto da Jon Cleary.

## Trama
Il sergente Scobie Malone della Polizia del New South Wales è convocato a Sydney dal burbero Premier Flannery che gli ordina in modo risoluto di recarsi a Londra e arrestare il diplomatico australiano in Gran Bretagna, Sir James Quentin, Alto Commissario per l'Australia nel Regno Unito. Sir James, un rivale politico del Premier, è diventato l'unico sospettato in un caso di omicidio avvenuto molti anni prima, riguardante sua moglie. All'arrivo presso la sede dell'Alta Commissione Australiana a Londra, Malone incontra Quentin e sua moglie Sheila, oltre a Lisa, la segretaria del diplomatico. Sir James non si oppone all'arresto ma chiede alcuni giorni per concludere alcune delicate negoziati di pace in Estremo Oriente. Malone diviene, così, l'ombra di Quentin, si installa nella sua abitazione ed entra nel giro delle sue amicizie. Si scopre pure che dalla casa di Quentin sono stati rubati documenti segreti che, se riresi noti, possono compromettere i negoziati di pace in corso. Sir James chiede, allora, a Malone  di indagare sulla scomparsa dei documenti e, nel farlo, scopre un complotto per assassinare Sir James, orchestrato da Maria Cholon, a capo di un pericoloso gruppo di spie. Proseguendo nelle sue indagini, Malone scopre che il piano per assassinare Sir James è legato a una più ampia rete di spionaggio e di intrighi diplomatici. Si accorge di avere a che fare con fragili alleanze e dubbie lealtà mentre cerca di proteggere non solo la vita di Sir James ma anche la reputazione del corpo diplomatico dell'Australia. Col passare del tempo, Malone scopre legami inaspettati tra Sir James, Maria Cholon e altre figure chiave del mondo politico e diplomatico. Alla fine, è costretto a mettere a rischio la propria vita per portare alla luce la verità e portare a termine la sua missione, in un pericoloso gioco di intrighi internazionali.